# Malte Schaefer
Malte Schaefer (* 1970 in Bochum) ist ein deutscher Solobratscher und Sänger.

## Leben und Wirken
Nach dem Abitur am Gymnasium am Ostring in Bochum studierte er zunächst an der Robert Schumann Hochschule Düsseldorf Violine, Viola und Gitarre, bevor er 1995 ein Stipendium an der Karajan-Akademie der Berliner Philharmoniker erhielt. Dort spielte er zwei Jahre unter Dirigenten wie Claudio Abbado, Sir Simon Rattle, Mariss Jansons, Günther Wand, Sir Georg Solti und Seiji Ozawa. 1997 wurde er Stellvertretender Solobratscher im Staatsorchester Braunschweig und wechselte 2000 zu den Bamberger Symphonikern. Seit 2001 ist Malte Schaefer 1. Solobratscher im Philharmonischen Staatsorchester Mainz. Weiterhin ist er Mitglied des Mainzer Streichquartetts und des Gutenberg Trios. Seit 2003 ist er regelmäßig Gastsolist des Orquesta filarmonica de Gran Canaria.
Im Popularmusikbereich spielte er unter anderem mit dem Sänger und Gitarristen David Byrne von den Talking heads und mit dem Saxophonisten Klaus Doldinger.
Malte Schaefer hat an etwa 100 CD-Produktionen mitgewirkt, davon zwei Solo-CDs zusammen mit Catherine Rückwardt unter dem Titel Kreislerianer. Mit diesen Programmen trat er auch als Sänger auf und präsentierte Chansons des Wiener Chansonniers Georg Kreisler sowie Kompositionen des Wiener Violinvirtuosen Fritz Kreisler.
2004 gründete er mit dem Pianisten und Komponisten Sebastian Hernandez-Laverny die „Malte Schaefer Band“.
Als Solist führte er unter anderem das Bratschenkonzert von Alfred Schnittke 25 mal auf, das er zu einer Choreographie von Martin Schläpfer im Rahmen von Ballett Mainz spielte. 
Mehrfach trat er als Solist mit Mozarts Sinfonia Concertante auf, unter anderem mit der Geigerin Natasha Korsakova im Wiesbadener Friedrich-von-Thiersch-Saal. Auch leitete er Workshops auf internationalen Festivals.
Konzerttourneen führten ihn quer durch Europa, nach Nord und Südamerika, Kanada, Japan, Singapur, die kanarischen Inseln, sowie auf die Antillen. Im März 2014 trat er beispielsweise in Santo Domingo sowohl als Solist mit einem Kammermusikensemble als auch mit einer Jazzcombo auf.
Malte Schaefer ist seit 2019 mit Annette Nakweti-Schaefer, einer Modedesignerin und ehemaligem Model verheiratet und hat vier leibliche Kinder und einen Stiefsohn. Er ist der Bruder des Dirigenten Henrik Schaefer.

## Diskographie (Auswahl)
- Catherine Rückwardt & Malte Schaefer – Kreislerianer 2 – Chansons von Georg Kreisler & musikalische Miniaturen von Fritz Kreisler für Viola und Klavier – live im Staatstheater mainz, classico[7]
- Mainzer Streichquartett – Hans Rott Streichquartett & Streichersymphonie, acousense